# Сычков, Федот Васильевич
Федо́т Васи́льевич Сычко́в (1 [13] марта 1870, с. Кочелаево, Пензенская губерния — 3 августа 1958, Саранск) — российский, советский художник-живописец, Заслуженный деятель искусств Мордовской АССР (1937), Заслуженный деятель искусств РСФСР (1950), Народный художник Мордовской АССР (1955).

## Биография
Родился в селе Кочелаево в бедной крестьянской семье. Рано лишившись отца, познал в детстве много нужды и обид.
Учился в трёхклассной земской школе села Кочелаева, способности к рисованию проявил с детства, занимался рисованием у учителя школы П. Е. Дюмаева. Работал в иконописной мастерской, писал фрески в церквях, выполнял портреты по фотографиям. С 1885 по 1887 год работал в Сердобске Пензенской губернии у подрядчика иконописца Д. А. Решетникова.
С 1887 по 1892 год жил в Кочелаеве, самостоятельно занимался живописью, писал иконы, портреты односельчан. В 1892 году по заказу генерала Ивана Андреевича Арапова (1844—1913), имение которого находилось неподалёку от Кочелаева, написал картину «Закладка станции Арапово». Показанная директору Рисовальной школы для вольноприходящих Евгению Александровичу Сабанееву, картина произвела впечатление. Отметив талант Сычкова, Сабанеев посоветовал привезти юношу в Петербург.
В 1892 году Сычков переехал в Петербург и поступил учиться в Рисовальную школу Общества поощрения художеств. Поддержку ему оказал генерал Иван Андреевич Арапов. В 1895 году Федот Сычков окончил Рисовальную школу и стал вольнослушателем в Высшем художественном училище при Академии художеств.
Окончив училище в 1900 году, Ф. В. Сычков продолжал жить в Петербурге, где много и успешно работал. В 1903 году женился на Лидии Васильевне Анкудиновой.
Своим главным учителем Ф. В. Сычков считал И. Е. Репина. Его творческая манера, сформировавшаяся на образцах искусства передвижников, испытала также влияние французской пленэрной живописи. Основный жанр его творчества — пейзажно-бытовой, но он также успешно работал в жанре портрета.
В 1900 году Ф. В. Сычкову было присвоено звание художника за картину «Вести с войны». В 1905 году удостоен премии имени А. И. Куинджи на Весенней выставке в Академии художеств за картину «Мяльщицы льна». Избран членом Комитета Общества взаимного вспомоществования русских художников.
С апреля по октябрь 1908 года Сычков с женой путешествовал по Западной Европе. Побывав в Италии, Франции, Германии, привёз много пейзажей Рима, Венеции, Ментоны и морских видов.
В 1909—1917 годах работы Сычкова неоднократно отмечались на российских и международных художественных выставках.
В 1918—1920 годах участвовал в оформлении революционных праздников в городе Наровчате, на станции Арапово и в родном селе Кочелаеве. Отдав дань революционной тематике (примером может служить картина «В. И. Ленин освобождает из тюрьмы угнетённых пролетариев всего мира»), Ф. В. Сычков вскоре вернулся к любимым темам (портреты крестьянских детей и девушек, пейзажи).
В 1937 году Ф. В. Сычкову было присвоено звание «Заслуженный деятель искусств Мордовской АССР».
Последние годы жил в Саранске, где пользовался заслуженным уважением. Там он и скончался 3 августа 1958 года.

## Творчество
Главная тема художника — жизнь крестьян, сельские праздники. Наиболее известные работы:
- «Женский портрет» (1903)
- «Подружки» (1909)
- «С гор» (1910)
- «Возвращение с сенокоса» (1911)
- «Катание на масленице» (1914)
- «Деревенская свадьба»
- «Водосвятие»
- «Праздничный день» (1927
- «Выходной день в колхозе» (1936)
- «Колхозный базар» (1936)
- «Учительница-мордовка» (1937)
- «Трактористки-мордовки» (1938)
- «Праздник урожая» (1938)
- «Возвращение из школы» (1945)
- «Встреча героя» (1952). И  многие другие работы.

## Галерея
- Трудный переход (1900 — 1910-е годы)
- С гор (1910)
- Пляска (1911)
- Возвращение с сенокоса (1911)
- Водосвятие (1916)
- Страда (до 1917)
- За работой. Подруги (1935)

## Фотогалерея
- Федот Сычков в разные годы жизни
- 1890 г.
- Художники И. Мацкевич и Ф.В. Сычков на этюдах в студенческие годы в окрестностях С.-Петербурга. 1895 г.
- Ф.В. Сычков за работой над заказным портретом. С.- Петербург, 1906 г.
- Супруги Сычковы 1908 г.
- Федот Сычков за работой 1940—1950 гг.
- Ф.В. Сычков с женой на персональной выставке картин художника в Доме Советов. г. Саранск, 1952 г.

## Увековечение памяти
- С 1960 года в Мордовском республиканском музее изобразительных искусств имени С. Д. Эрьзи размещена постоянная экспозиция его произведений (в фондах этого музея находится самая большая коллекции живописных и графических работ Сычкова — около 600 произведений, включая этюды и эскизы).
- В 1970 году, к 100-летию со дня рождения выдающегося живописца, был издан приказ Министерства культуры Мордовской АССР об открытии на родине художника мемориального музея. Дом-музей Ф. В. Сычкова открыт 11 марта 1970 года в селе Кочелаеве после реконструкции помещений.
- Мордовская республиканская картинная галерея им. Ф. В. Сычкова.
- Саранское художественное училище им. Ф. В. Сычкова.
- В 1970 году была выпущена почтовая марка «Художник Ф. В. Сычков». На марке изображён портрет Ф. В. Сычкова на фоне его картины «Катание с гор» (1937)[4].
- Памятник в Кочелаеве.

- Почтовая марка СССР, 1970 год
- Бюст Ф. В. Сычкова в мемориально-скульптурном комплексе в Саранске

## Интересные факты
Картина Ф. Сычкова «Пригожая» находилась в частном собрании известного учёного-аэродинамика Генриха Наумовича Абрамовича.